# Voûtain au-dessus de Josias, Jéchonias et Salathiel
Le voûtain au-dessus de Josias, Jéchonias et Salathiel a été peint à fresque par Michel-Ange vers 1508-1510 et fait partie de la décoration du plafond de la chapelle Sixtine dans les Musées du Vatican à Rome, commandée par Jules II.

## Histoire
Les voûtains, comme les lunettes en-dessous, contiennent la série des Ancêtres du Christ, et leur sont étroitement liés d'un point de vue iconologique, bien qu'ils soient très différents du point de vue iconographique et du point de vue du style et de la forme. Ce sont des espaces triangulaires concaves, que l'artiste a remplis de groupes familiaux sur fond sombre (contrairement aux fonds clairs des lunettes) et avec des positions différentes, assis au sol plutôt que sur des marches, pour s'adapter à la forme de l'espace à peindre. L'identification des sujets, tirée de la généalogie du Christ dans l'Évangile selon Matthieu, est basée sur les noms inscrits sur les cartouches au centre des lunettes en-dessous. Les lunettes surmontées d'un voûtain ont généralement trois noms au lieu de deux. Il n'y a pas accord entre les savants sur les noms des différents groupes représentés : Michel-Ange n'a utilisé aucun attribut iconographique et ne recherchait peut-être même pas une identification directe et incontestable, se concentrant plutôt sur la représentation de divers types humains et attitudes.
Les espaces triangulaires au-dessus de chaque voûtain sont remplis des dits « nus de bronze », des figures monochromes simulant le bronze, placées dans des positions symétriques devant des fonds sombres et violacés, séparés par un crâne de bélier duquel pendent des rubans dorés.
Les voûtains ont été réalisées, comme le reste des fresques de la voûte, en deux phases, à partir du mur du fond, en face de l'autel. Les derniers épisodes d'un point de vue chronologique des histoires racontées ont donc été les premiers à être peints. À l'été 1511, la première moitié de la chapelle devait être achevée, nécessitant le démontage de l'échafaudage et sa reconstruction dans l'autre moitié. La deuxième phase, qui a débuté en octobre 1511, s'est terminée un an plus tard, juste à temps pour le dévoilement de l'œuvre la veille de la Toussaint 1512.
Le voûtain au dessus de Josias, Jéchonias et Salathiel, proche de la scène du Déluge, est parmi les premiers à être réalisé, en 1508-1510.

## Description et style
L'identité des personnages de la lunette en-dessous n'est pas établie avec certitude, mais la famille de Jéchonias est généralement identifiée dans le voûtain, représenté avec sa femme et son fils Salathiel .
Les personnages sont allongés sur le sol dénudé, dans une composition qui rappelle celles de la fuite en Égypte : c'est une attitude qui reprend la définition de saint Paul, qui désignait les ancêtres du Christ comme les « pèlerins sur terre », en route vers la terre promise. Au premier plan, un homme a les jambes allongées, vêtu d'un pantalon blanc (en contraste frappant avec le fond sombre), le torse tourné vers l'arrière, la tête de profil. Derrière lui, dans une position complémentaire, sa femme est assise de profil sur un coussin vert, la tête enveloppée d'un voile blanc et porte une robe violette. Elle embrasse un enfant dans la pénombre, rapprochant tendrement son visage de celui de son fils et essayant de le couvrir avec le manteau. L'éclairage et le traitement différents des personnages montrent un balayage spatial dans des plans qui s'éloignent progressivement du spectateur et donc moins définis, selon une procédure très similaire à celle sculpturale, visible dans de nombreuses œuvres de Michel-Ange avec des « effets d'inachevé», comme dans les Tondo Pitti et Tondo Taddei.
Il ne fallut que deux « jours » de fresque pour créer le voûtain, le dessin étant transféré d'un carton par spolvero.

## Nus de bronze
Les deux nus de bronze sont couchés dans les espaces triangulaires, dans une position symétrique avec le buste retourné, dos au spectateur. Ils ont été conçus à partir du même carton retourné, avec quelques légères différences qui évitent une symétrie trop rigide.